# تراصف بنيوي

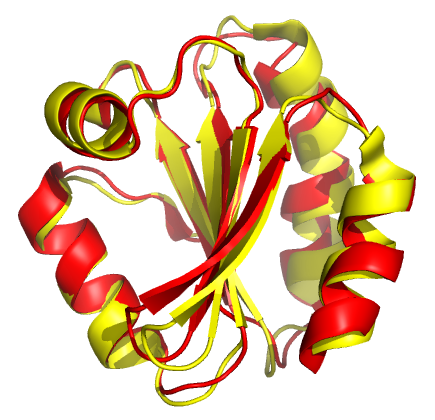

التراصف البنيوي هو أحد أشكال التراصف التسلسلي المعتمد على مقارنة الشكل. هذه التراصفات تحاول أن تؤسس توازنات بين اثنين أو أكثر من البنى البوليمرات استنادا على شكلهم وتشكيلهم ثلاثي الأبعاد. هذه العمليات تطبق عادة على البنى الثالثية للبروتينات لكن يمكن استخدامها أيضا لجزيئات الرنا الضخمة. بعكس التموضع الفائق البنيوي structural superposition البسيط، حيث تقوم تعرف فقط ثمالتين على الأقل، فإن طرق التراصف البنيوي لا تتطلب أي معرفة مسبقة بالمواقع المكافئة. التراصف البنيوي يشكل أداة قيمة لمقارنة البروتينات ذات التشابه التسلسي الضئيل، حيث تكون العلاقات التطورية بين هذه البروتينات غير قابلة للكشف بسهولة عن طريق تقنيات التراصف التسلسلي المعيارية. 
يمكن أيضا أن تستخدم طرق التراصف البنيوي للتحقق من علاقات تطورية بين البروتنيات التي تتشارك تسلسلات مشتركة ضئيلة جدا. في جميع الأحوال يجب أن نكون حذرين عند استعمال هذه النتائج كإثباتات لأصل تطوري مشترك بسبب وجود احتمالية التأثيرات المحيرة للتطور المتقارب convergent evolution الذي يمكن به لعدة تسلسلات الحموض الأمينية لامترابطة (غير ذات قربى) أن تتقارب وتتشابه على أساس بنية ثالثية مشتركة.
التراصفات البنيوية يمكن لها أن تقارن تسلسلين أ, أكثر أو عدة تسلسلات. بسبب كون هذه التراصفات معتمدة على معلومات حول كل التشكيلات ثلاثية الأبعاد للتسلسلات موضع التساؤل، فإن هذه الطريقة يمكن أن تسعمل فقط بناء على تسلسلات تكون فيها البنى التشكيلية معروفة. التشكيلات ثلاثية الأبعاد هذه تعرف عن طريق دراسة البلورات بالأشعة السينية أو مطيافية إن.إم.آر NMR spectroscopy. من الممكن غنجاز التراصف البنيوي على بنى يتم إنتاجها عن طريق طرق التنبؤ البنيوي. وبالفعل تطوير هذه الطرق التنبؤية يتطلب غالبا تراصفات بنيوية بين النموذج والبنية المعروفة حقيقة لتقييم نوعية النموذج المنتج.
التراصفات البنيوية مفيدة بشكل خاص في تحليل البيانات من علم الجينوم البنيوي أو جهود البروتيوميات، ويمكن استخدامها كنقاط مقارنة لتقييم التراصفات المنتجة عن طريق طرائق المعلوماتية الحيوية تسلسلية الأساس فقط.

نتائج التراصفات البنيوية غالبا ما تكون تموضعات فائقة لمجموعات إحداثية ذرية إضافة لمسافات لمربعات المتوسطات الجذرية root mean square (RMSD) بين البنى. آر.إم.إس.دي RMSD لبيتين متراصفتين يدل على مدى التقارب والشبه بينهما. التراصف البنيوي يمكن أن يتعقد بوجود نطاقات بروتينية protein domain متعددة ضمن واحد أو أكثر من البنى المدخلة، لأن التغيرات في التوجهات النسبية للنطاقات بين البنيتين ليحدث التراصف يمكن أن يضخم كثيرا ال آر.إم.إس.دي (انحراف مربع المتوسط الجذري).

### للقراءة
- Bourne PE, Shindyalov IN. (2003): Structure Comparison and Alignment. In: Bourne, P.E., Weissig, H. (Eds): Structural Bioinformatics. Hoboken NJ: Wiley-Liss. ISBN 0-471-20200-2
- Yuan X, Bystroff C.(2004) "Non-sequential Structure-based Alignments Reveal Topology-independent Core Packing Arrangements in Proteins", Bioinformatics. Nov 5, 2004
- Jung J, Lee B. (2000). Protein structure alignment using environmental profiles. Protein Eng 13:535-543.
- Ye Y, Godzik A. (2005). Multiple flexible structure alignment using partial order graphs Bioinformatics 21(10): 2362-2369 Abstract